# Japan Open Tennis Championships 2018
Il Japan Open Tennis Championships 2018 è stato un torneo di tennis giocato su campi in cemento all'aperto. È stata la 46ª edizione del Japan Open Tennis Championships, che fa parte del circuito ATP Tour 500 nell'ambito dell'ATP World Tour 2018. Gli incontri si sono svolti al Musashino Forest Sport Plaza di Tokyo, in Giappone, dal 1º al 7 ottobre 2018.

## Partecipanti ATP

### Teste di serie
| Nazionalità   | Giocatore          | Ranking* | Testa di serie |
| ------------- | ------------------ | -------- | -------------- |
| Croazia       | Marin Čilić        | 5        | 1              |
| Sudafrica     | Kevin Anderson     | 9        | 2              |
| Giappone      | Kei Nishikori      | 12       | 3              |
| Argentina     | Diego Schwartzman  | 14       | 4              |
| Grecia        | Stefanos Tsitsipas | 15       | 5              |
| Canada        | Milos Raonic       | 20       | 6              |
| Corea del Sud | Chung Hyeon        | 23       | 7              |
| Francia       | Richard Gasquet    | 25       | 8              |

* Ranking al 24 settembre 2018.

### Altri partecipanti
I seguenti giocatori hanno ricevuto una wild card per il tabellone principale:
- Tarō Daniel
- Yoshihito Nishioka
- Yūichi Sugita

Il seguente giocatore è entrato in tabellone come special exempt:
- Taylor Fritz

I seguenti giocatori sono passati dalle qualificazioni:

- Martin Kližan
- Denis Kudla
- Daniil Medvedev
- Yosuke Watanuki

### Ritiri
Prima del torneo
- David Goffin → sostituito da  Matthew Ebden
- Lucas Pouille → sostituito da  Jan-Lennard Struff

## Punti e montepremi

### Distribuzione dei punti
| Torneo    | V   | F   | SF  | QF | 2T | 1T   | Q    | Q2   | Q1   |
| Singolare | 500 | 300 | 180 | 90 | 45 | 0    | 20   | 10   | 0    |
| Doppio    | 500 | 300 | 180 | 90 | 0  | N.D. | N.D. | N.D. | N.D. |

### Montepremi
| Torneo  | V        | F        | SF      | QF      | 2T      | 1T      | Q2     | Q1     |
| Singles | $384,120 | $188,315 | $94,755 | $48,195 | $25,025 | $13,200 | $2,920 | $1,490 |
| Doubles | $115,650 | $65,620  | $28,400 | $14,580 | $7,540  | N.D.    | N.D.   | N.D.   |

## Campioni

### Singolare
Daniil Medvedev ha battuto in finale  Kei Nishikori con il punteggio di 6-2, 6-4.
- È il terzo titolo in carriera per Medvedev, il terzo della stagione.

### Doppio
Ben McLachlan /  Jan-Lennard Struff hanno battuto in finale  Raven Klaasen /  Michael Venus con il punteggio di 6-4, 7-5.